# Secanella (Llobera)
Secanella és una masia situada al municipi de Llobera, a la comarca catalana del Solsonès, a una alçada de 821 metres. Tot i que l'edifici principal actual és originari del segle xviii, la primera referència a la masia la trobem l'any 1067 sota el nom de Sechanela.
L'edificació principal disposa d'una planta baixa i un pis, així com un espai de sota-coberta i un semi-soterrani, sent una casa gran de pedra de planta rectangular, brancals i llindes de pedra, amb un cobert adossat també de pedra. Disposa de coberts de pedra integrats a la topografia; també s'hi troba una pallera de pedra i coberta de dues aigües de teula, un cobert de dues plantes de totxana i teula, un coberta de planta baixa i un corral.
Prop de la masia hi trobem la rasa homònima.